# Doibani II, Stînga Nistrului
Doibani II este un sat din cadrul comunei Doibani I, din Unitățile Administrativ-Teritoriale din Stînga Nistrului, Republica Moldova.